# Giardinaggio (rivista)
Giardinaggio è una rivista italiana di giardinaggio e di cultura del verde pubblicata con periodicità mensile da Be-Ma Editrice.

## Storia
Il mensile, nato nel 2002, ha conquistato il mercato di riferimento grazie alla grande attività svolta dal precedente editore - Il Sole 24 Ore Edizioni Specializzate.
Dal gennaio 2007 la rivista è entrata a fare parte delle edizioni della BE-MA editrice di Milano, mantenendo il suo carattere specialistico e cercando di promuovere una conoscenza pratica e intuitiva delle tecniche e del mondo del verde.
Dal passaggio di proprietà la rivista ha anche allargato i suoi interessi oltre gli aspetti botanici del giardinaggio, considerando anche quelli legati alla progettazione e all'arredo degli spazi verdi all'interno e all'esterno della casa; la scoperta di mete e itinerari verdi in Italia e all'estero; rubriche culinarie e sui rimedi naturali.

## Internet e new media
Da dicembre 2009 è stato attivato il portale online della rivista che raccoglie una ampia community di lettori e cultori del verde. I contenuti del sito ripropongono in parte quelli cartacei e vertono sui temi del giardinaggio, della progettazione dei giardini, della cura dell'orto e del fiore.
Il portale si inserisce in un ampio discorso di rimodernamento delle strategie editoriali BE-MA attuato dal 2009 per accogliere e sfruttare le opportunità offerte dal mondo dei new media.

## Direttori
- Gaetano Bertini Malgarini, febbraio 2007 - maggio 2007 (direttore responsabile)
- Gisella Baserga Bertini Malgarini, maggio 2007 - attuale (direttore responsabile)
  - Fiorella Baserga (publisher)